# Trichopteryx nagaii
Trichopteryx nagaii là một loài bướm đêm trong họ Geometridae.